# Homostegia magnoliae
Homostegia magnoliae är en lavart som först beskrevs av Mordecai Cubitt Cooke, och fick sitt nu gällande namn av Pier Andrea Saccardo 1883. Homostegia magnoliae ingår i släktet Homostegia, klassen Dothideomycetes, divisionen sporsäcksvampar och riket svampar.   Inga underarter finns listade i Catalogue of Life.